# Cernica, Ilfov
Cernica (în trecut, și Cernica-Moara) este satul de reședință al comunei cu același nume din județul Ilfov, Muntenia, România. Se află pe malul sud-estic al lacului Cernica.

## Monumente
Monumentul Eroilor căzuți la datorie în cele două războaie mondiale, situat în centrul localității, are statut de monument istoric.